# ديفيد جي. بروملي
ديفيد جي. بروملي (بالإنجليزية: David G. Bromley)‏ هو عالم اجتماع أمريكي، ولد في 1941.